# Marc Fischbach

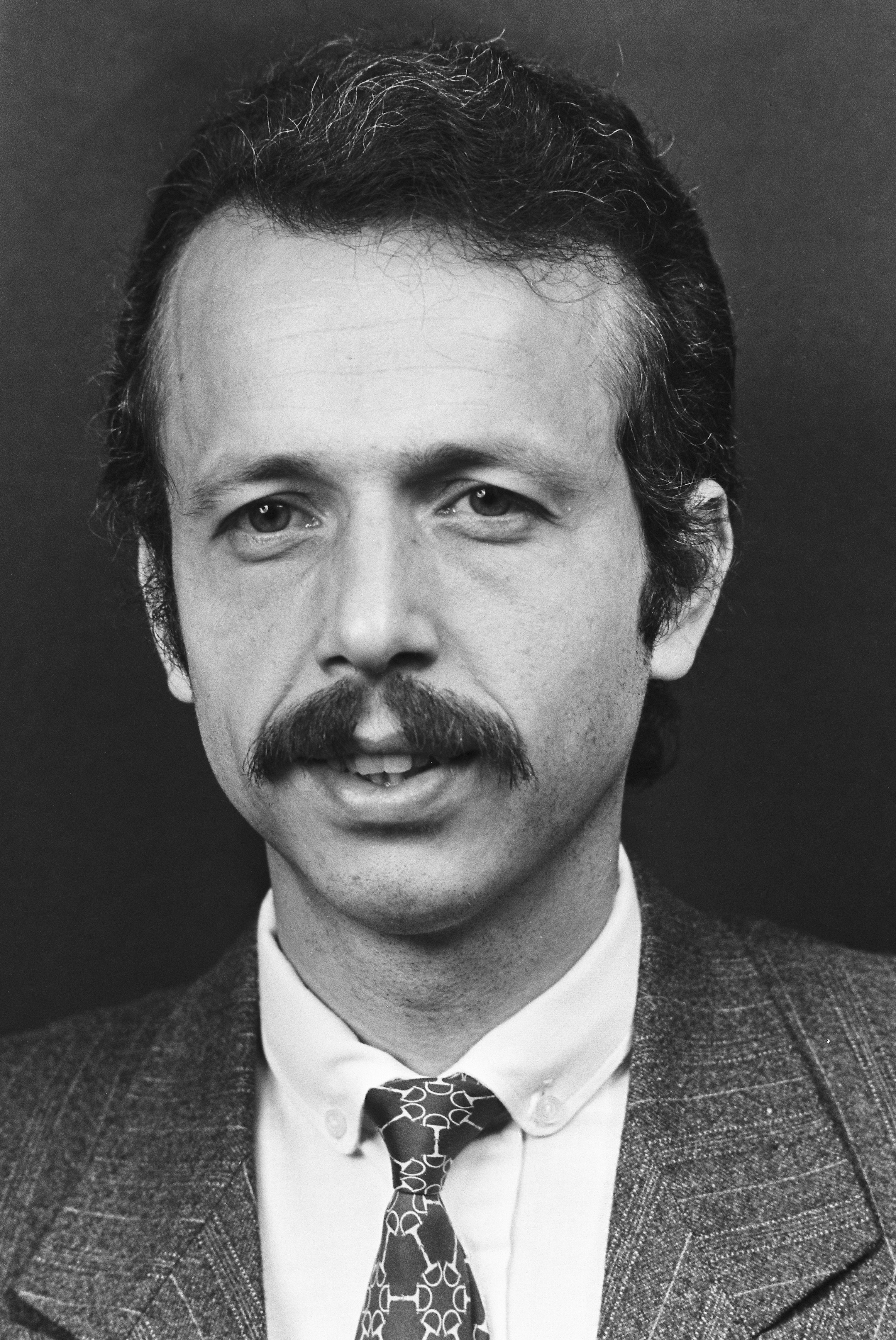
Marc Fischbach în 1979

Marc Fischbach (n. 22 februarie 1946, Luxemburg) este un om politic luxemburghez, membru al Parlamentului European în perioada 1979-1984 din partea Luxemburgului.